# Băgaciu (okręg Marusza)
Băgaciu – wieś w Rumunii, w okręgu Marusza, w gminie Băgaciu. W 2011 roku liczyła 1352 mieszkańców.